# Akira Kushida
Akira Kushida (串田 アキラ?, Kushida Akira; Yokohama, 17 ottobre 1946) è un cantante giapponese, celebre in patria e all'estero per essere l'interprete di numerose sigle e colonne sonore di anime e tokusatsu, tra cui Taiyō sentai Sun Vulcan, Kinnikuman, Uchuu Keiji Gavan e Toriko.
Dai fan è stato soprannominato Kussy (クッシー?, Kusshī).

## Discografia parziale
Di seguito è riportata una selezione dei maggiori singoli.

### Serie animate
- Shippū Xabungle (疾風ザブングル?, Shippū Zabunguru, Combat Mecha Xabungle, sigla d'apertura 1981)
- Kawaita Daichi (乾いた大地? Combat Mecha Xabungle, sigla di chiusura 1981)
- Kinnikuman Go Fight! (キン肉マンGo Fight!?, Kinnikuman, sigla d'apertura 1983)
- Niku 2x9 Rock n' Roll (肉・2×9Rock'n Roll?, Niku Niku Rock'n Roll, Kinnikuman, sigla di chiusura 1983)
- Honō no Kinnikuman (炎のキン肉マン? Kinnikuman, sigla di chiusura 1984)
- Kinnikuman Sensation (キン肉マン旋風(センセーション)?, Kinnikuman Sensēshon, Kinnikuman, sigla di chiusura 1986)
- "KA・BU・TO" (Karasu Tengu Kabuto, sigla d'apertura 1990)
- Shinkon Gattai Godannar!! (神魂合体ゴーダンナー!!?, Shinkon Gattai Gōdannā!!, Godannar, sigla d'apertura 2003)
- Waga Na wa Godannar (我が名はゴーダンナー?, Waga Na wa Gōdannā, Godannar Second Season, sigla di chiusura 2004)
- Live Change Shiyou! (ライブチェンジしよう!?, Raibu Chenji Shiyou!, Live-On: scegli la tua carta!, sigla di chiusura 2008)
- Guts Guts!! (Toriko, sigla d'apertura 2011)
- Go Shock My Way!! (Toriko, sigla d'apertura 2013)
- Kyukyoku No Battle/Ultimate Battle (Dragon Ball Super, insert song)

### OAV
- Rekkū! Gakusen Tokusō Hikaruon (裂空!学園特捜ヒカルオン? Campus Special Investigator Hikaruon, sigla d'apertura 1987)
- Shōri da! Big Cytron (勝利だ!ビッグ・サイトロン?, Shōri da! Biggu Saitoron, Nurse Witch Komugi 2002)
- Gods (Shin Getter Robo Re:Model, sigla di chiusura 2004)

### Tokusatsu
Taiyou Sentai Sun Vulcan (1981)
- Taiyou Sentai Sun Vulcan (太陽戦隊サンバルカン?, Taiyō Sentai San Barukan, sigla d'apertura)
- Wakasa wa Plasma (若さはプラズマ?, Wakasa wa Purazuma, sigla di chiusura)
- 1 tasu 2 tasu Sun Vulcan (1たす2たすサンバルカン?, Ichi tasu Ni tasu San Barukan, sigla di chiusura)

Birth of the 10th! Kamen Riders All Together!! (1982)
- Dragon Road (ドラゴン・ロード?, Doragon Rōdo, sigla d'apertura)
- FORGET MEMORIE'S (sigla di chiusura)

Uchuu Keiji Gavan (1982)
- Uchuu Keiji Gavan (宇宙刑事ギャバン?, Uchū Keiji Gyaban, sigla d'apertura)
- Hoshizora no Message (星空のメッセージ?, Hoshizora no Messēji, sigla di chiusura)

Uchuu Keiji Sharivan (1983)
- Uchuu Keiji Sharivan (宇宙刑事シャリバン?, Uchū Keiji Shariban, sigla d'apertura)
- Tsuyosa wa Ai da (強さは愛だ? sigla di chiusura)

Uchuu Keiji Shaider (1984)
- Uchuu Keiji Shaider (宇宙刑事シャイダー?, Uchū Keiji Shaidā, sigla d'apertura)
- Hello! Shaider (ハロー! シャイダー?, Harō! Shaidā, sigla di chiusura)

Sekai Ninja Sen Jiraiya (1988)
- Jiraiya (ジライヤ? sigla di apertura)
- SHI-NO-BI '88 (sigla di chiusura)

Kidou Keiji Jiban (1989)
- Kidou Keiji Jiban (機動刑事ジバン?, Kidō Keiji Jiban, sigla d'apertura)
- Ashita Yohō wa Itsumo Hare (未来予報はいつも晴れ? sigla di chiusura)

Bakuryū Sentai Abaranger (2003)
- We are the ONE ~Bokura wa Hitotsu~ (We are the ONE〜僕らはひとつ〜? sigla di chiusura)
- ABARE-SPIRIT FOREVER
- Emotion is MAX! (Kibun ha MAX!)

Jushi Sentai France Five (2004)
- Jushi Sentai France Five (銃士戦隊フランスファイブ?, Jūshi Sentai Furansu Faibu, sigla d'apertura)

Speed Phantom (2005)
- Go! Go! Speed Phantom (GO!GO!スピードファントム?, GO! GO! Supīdo Fantomu, sigla d'apertura)

Lion-Maru G (2006)
- Kaze yo Hikari yo (風よ光よ? sigla d'apertura)

GoGo Sentai Boukenger (2006)
- Fly Out! Ultimate Daibouken (フライアウト!アルティメットダイボウケン, Furaiauto! Arutimettodaibouken)

GoGo Sentai Boukenger vs. Super Sentai (2007)
- Densetsu (伝説?) con Takayuki Miyauchi & MoJo

Engine Sentai Go-onger (2008)
- G12! Checker flag (G12! チェッカーフラッグ, G12! Chekkāfuraggu)

Kamen Rider OOO (2010)
- O Scanner (il dispositivo di trasformazione di Eiji Hino, doppiato da Kushida nella serie)
- Climax Heroes OOO

Tensou Sentai Goseiger (2010)
- Festival (フェスティバル, Fesutibaru)

### Film
- ROLLIN' INTO THE NIGHT ~Mad Max no Thema~ (ROLLIN' INTO THE NIGHT 〜マッドマックスのテーマ〜?, ROLLIN' INTO THE NIGHT ~Maddo Makkusu no Tēma~, Mad Max 1979)

### Videogame
- TIME DIVER (Super Robot Wars Alpha 2000)
- Kimi wa Senkō ☆ THUNDERBOLT (君は閃光☆THUNDERBOLT?, Kimi wa Senkō ☆ Sandāboruto, Super Tokusatsu Taisen 2001 OP/2001)
- Free Gun (フーリガン?, Furī Gan, Free Gun 2001)
- Uchuu Tokumu Diszevan (宇宙特務ディスゼバン?, Uchū Tokumu Disuzeban, 2008)